# 매체 윤리
매체 윤리는 방송 미디어, 영화, 연극, 예술, 인쇄 미디어 및 인터넷을 포함한 미디어의 특정 윤리적 원칙과 표준을 다루는 세분이다. 이 분야는 전쟁 저널리즘에서 베네통 광고 캠페인에 이르기까지 다양하고 매우 논쟁적인 주제를 다룬다.
매체 윤리는 생명에 대한 보편적인 존중과 법과 적법성과 같은 가치를 증진하고 옹호한다. 매체 윤리는 시민이 제공한 텍스트와 그림을 미디어가 어떻게 사용해야 하는지에 대한 윤리적 문제를 정의하고 다룬다.
특히 인터넷이 온라인 저널리즘에서 매체 윤리에 영향을 미치는 방식에 관한 문헌은 드물며, 따라서 보편적인 매체 윤리 강령에 대한 아이디어를 복잡하게 만든다.

## 매체 윤리 분야
매체 윤리는 매스 미디어의 행위, 역할, 내용에 적용되는 도덕적 원칙과 가치, 특히 저널리즘 윤리와 표준, 마케팅 윤리 ; 또한 이 주제와 관련된 연구 분야. 뉴스 보도와 관련하여 공정성, 객관성, 균형, 편견, 개인 정보 보호 및 공익과 같은 문제가 포함된다. 보다 일반적으로 여기에는 고정 관념, 취향 및 품위, 외설, 언론의 자유, 제품 배치와 같은 광고 관행, 명예 훼손과 같은 법적 문제가 포함된다. 제도적 수준에서는 미디어 소유권 및 통제, 상업화, 책임성, 미디어와 정치 시스템의 관계, 규제(예: 검열) 및 규제 완화 로 인해 발생하는 문제에 대한 토론을 포함한다.
저널리즘 윤리는 매체 윤리의 가장 잘 정의된 분야 중 하나이다. 언론 윤리는 매체 윤리를 지배하는 경향이 있으며 때로는 거의 다른 영역을 배제한다. 저널리즘 윤리에서 다루는 주제는 다음과 같다.
- 뉴스 조작. 뉴스는 조작되고 조작될 수 있다. 정부와 기업은 뉴스 매체를 조작하려고 시도할 수 있다. 예를 들어 검열에 의한 정부, 주식 소유권에 의한 기업. 조작 방법은 미묘하고 많다. 조작은 자발적이거나 비자발적일 수 있다. 조종당하는 사람들은 이것을 모를 수 있다.
- 진실 . 진실은 다른 많은 가치와 충돌할 수 있다.
  - 공익. 군사기밀 및 기타 민감한 정부 정보의 폭로는 그것이 사실이더라도 공익에 반할 수 있다. 그러나 공익은 쉽게 정의할 수 있는 용어가 아니다.
  - 프라이버시. 유명인의 삶에 대한 호화로운 세부 사항은 많은 미디어의 중심 콘텐츠 요소이다. 정보가 사실이라는 이유만으로 출판이 반드시 정당화되는 것은 아니다. 사생활도 권리이며 언론의 자유와 충돌한다. 참조: 파파라치 .
  - 환상. 판타지는 엔터테인먼트의 요소이며 미디어 콘텐츠의 정당한 목표이다. 저널리즘은 환상과 진실을 혼합하여 윤리적 딜레마를 초래할 수 있다.
  - 취향. 전쟁과 재난을 취재하는 사진 기자들은 청중의 감수성에 충격을 줄 수 있는 상황에 직면한다. 예를 들어, 인간의 유해는 거의 선별되지 않다. 윤리적인 문제는 진실을 정확하고 완전하게 보도하기 위해 청중의 민감성을 얼마나 감수해야 하는가 하는 것이다.
- 법과의 충돌. 언론 윤리는 기밀 뉴스 출처 보호와 같은 문제에 대해 법률과 충돌할 수 있다. 또한 뉴스를 얻기 위해 법을 어기는 것이 윤리적으로 허용되는 정도에 대한 문제도 있다.

### 온라인 저널리즘
인터넷은 온라인 언론인과 온라인 자원을 활용하는 언론인 모두에게 다양한 윤리적, 도덕적 문제를 형성하고 재정의했다.
일부 언론인은 전통적인 저널리즘의 윤리적 원칙을 계속 고수하지만 많은 언론인은 특히 인터넷 윤리에 관한 상호 합의된 윤리 강령이 없고 인터넷이 매체 윤리에 영향을 미치는 방식을 구체적으로 다루는 문헌이 부족하다고 믿다. 온라인 저널리즘에서 온라인 환경은 직업에 새로운 위협이 된다.
온라인 저널리즘에서 매체 윤리의 핵심 문제 중 일부는 상업적 압력, 정확성 및 신뢰성(하이퍼링크를 다루는 문제 포함), 사실 검증, 규제, 개인 정보 보호 및 뉴스 수집 방법을 포함한다.

### 엔터테인먼트 미디어의 윤리
엔터테인먼트 매체 윤리 문제는 다음과 같다.
- 폭력과 성의 묘사, 욕설의 존재 . 이 분야의 윤리적 지침과 법률은 일반적이며 많은 미디어(예: 영화, 컴퓨터 게임)는 등급 시스템 및 기관의 감독을 받다. 국제 집행 시스템에 대한 광범위한 가이드는 영화 등급 시스템에서 찾을 수 있다.
- "Fluff 또는 "Celebrity News": 수년에 걸쳐 인쇄 매체가 사라지면서 기자들은 "Celebrity News" 또는 "Fluff"라고 불리는 것에 대해 보도하기 시작했다. 더 많은 아울렛이 보고하기 위해 이 주제를 채택함에 따라 사람들은 이에 의존하게 된다. Alden Weight에 따르면, 대부분의 사람들은 윤리적 불일치로 인해 이러한 콘센트를 완전히 신뢰하지 않는다는 것을 알고 있지만, 성숙하지 않거나 교육을 받지 못한 사람들이 이러한 보고서가 완전히 사실임을 알게 될 때 문제가 발생한다.[4]
- 제품 간접 광고. 점점 더 일반적인 마케팅 전략은 엔터테인먼트 미디어에 제품을 배치하는 것이다. 이러한 미디어의 생산자는 브랜드 제품을 표시하기 위해 높은 액수를 받을 수 있다. 이 관행은 논란의 여지가 있으며 대부분 규제되지 않다.
- 광고: 매력과 설득은 현재 현대 저널리즘에서 찾아볼 수 있다. 이러한 광고 방법은 무엇이 사실이고 허위 정보인지에 대한 청중의 관점을 바꿀 수 있음이 밝혀졌다.[4]
- 고정 관념. 광고 및 엔터테인먼트 미디어 모두 고정 관념을 많이 사용한다. 고정 관념은 사람들의 자신에 대한 인식에 부정적인 영향을 미치거나 사회적으로 바람직하지 않은 행동을 조장할 수 있다. 남성, 부, 민족에 대한 틀에 박힌 묘사는 논쟁의 주요 영역의 예이다.
  -     - 미디어 속 여성: 엔터테인먼트 미디어는 종종 여성의 몸을 객관화하고 비인간화하여 착취한다. 그렇게 함으로써 여성의 몸을 사고파는 개념이 보편화된다.
    - 언론 매체는 일반적으로 하루 종일 제공되는 부정적인 뉴스에 대응하기 위해 여성의 몸에 대한 이미지나 이미지를 사용한다.[4]
- 취향과 금기. 엔터테인먼트 미디어는 종종 예술 및 엔터테인먼트 목적을 위한 우리의 가치에 대해 질문한다. 규범 윤리는 종종 도덕적 가치, 그리고 어떤 종류가 시행되고 보호되어야 하는지에 관한 것이다. 매체 윤리에서는 이 두 가지가 충돌한다. 예술이라는 이름으로 미디어는 의도적으로 기존 규범을 깨고 관객에게 충격을 주려고 할 수 있다. 이는 버려진 규범이 특정 관련 도덕적 가치 또는 의무와 밀접하게 연관될 때 윤리적 문제를 제기한다. 이것이 허용되는 정도는 항상 윤리적 논쟁의 온상이다.

### 미디어와 민주주의
민주주의 국가에서는 언론과 정부 사이에 특별한 관계가 존재한다. 언론의 자유는 헌법적으로 보장되고 정확한 법적 정의와 집행이 있을 수 있지만, 언론인 개인이 언론의 자유를 행사하는 것은 개인의 선택과 윤리의 문제이다. 현대 민주주의 정부는 수백만 명의 대표 로 존재한다. 대표자들이 책임을 지고 정부가 투명 해지기 위해서는 효과적인 의사소통 경로가 유권자들에게 존재해야 한다. 오늘날 이러한 경로는 언론 자유가 사라지면 대부분의 정치적 책임도 사라질 정도로 주로 매스 미디어로 구성된다. 이 영역에서 매체 윤리는 시민권 및 정치 문제와 병합된다. 문제는 다음과 같다.
- 재정적 이익에 의한 언론 독립의 전복.[5]
- 자국민에 대한 정보 수집을 위해 언론에 대한 정부 모니터링. 예를 들어 NSA 호출 데이터베이스를 참조하십시오.

### 미디어 무결성
미디어 무결성은 미디어 시스템이 미디어 시스템 내의 제도적 부패, 영향력의 경제, 상충되는 의존 및 정치적 후견주의에 탄력적으로 대처하도록 하여 공익과 민주적 절차에 봉사하는 미디어 아웃렛의 능력을 나타낸다. 미디어 무결성은 미디어 아울렛의 다음과 같은 특성을 포함한다.
- 사적 또는 정치적 이해관계로부터의 독립
- 자신의 재정적 이익에 대한 투명성
- 저널리즘 윤리 및 표준 에 대한 약속
- 시민에 대한 대응

### 디지털 매체 윤리
디지털 뉴스 미디어에는 온라인 저널리즘, 블로깅, 디지털 포토저널리즘, 시민 저널리즘 및 소셜 미디어가 포함된다. 다른 사람들이 제공한 텍스트와 이미지를 사용하는 방법을 포함하여 저널리즘이 어떻게 상호 작용하고 '뉴 미디어'를 사용하여 기사를 게시해야 하는지에 대해 이야기한다.

#### 이미지의 윤리
새로운 이미지 기술로 인해 새로운 윤리적 문제가 있다. 이제 시민들은 정보를 수집할 뿐만 아니라 편집 및 조작할 수 있는 스마트폰과 같은 더 쉽고 빠른 방법으로 사진과 동영상을 촬영할 수 있다.
이러한 캡처 용이성, 전송 용이성 및 조작 용이성의 수렴은 사진 및 비디오의 비디지털 캡처 및 전송을 위해 개발된 포토저널리즘의 전통적인 원칙에 의문을 제기한다.
새로운 영상기술의 가장 큰 문제점은 쉽게 구할 수 있는 영상과 영상편집의 한계를 뉴스룸이 신뢰하지 못한다는 점이다. 이미지 조작의 경계선을 결정하는 것은 모호하고 매우 어렵다.
책임감 있는 이미지 형성의 원칙과 이에 대한 윤리를 명확히 하는 것은 매우 복잡하고 여전히 딜레마이다.

## 보편적인 매체 윤리 강령 개발 시도
지난 20년 동안 정보 사회를 위한 보편적 윤리 강령을 만들기 위해 유럽, 라틴 아메리카, 아프리카 및 아시아에서 수많은 지역 토론이 있었다.
매체 윤리에 대한 보편적인 강령을 개발하는 핵심 문제 중 하나는 한 문화에서 다른 문화로 윤리 원칙 사이의 공통 기반을 찾기가 어렵다는 것이다. 또한 이러한 규범은 다양한 도덕 및 법적 기준에 따라 다르게 해석될 수 있다.

### 유네스코
글로벌 정보 사회의 윤리적 측면은 유네스코 (UNESCO)가 최초의 INFO윤리 회의를 시작한 1997년부터 유네스코(UNESCO) 의제에 포함되었다. 이 회담의 목적은 글로벌 정보 사회의 윤리적 차원에 대한 토론을 촉발시키는 것이었다. 그 후 1998년과 2000년에 유네스코 INFOethics Congress가 열렸으며, 여기에서 광범위한 교육, 과학 및 문화 환경에서 온 전문가들이 글로벌 미디어와 정보의 윤리적 차원을 다루었다.

### 정보 윤리에 관한 국제 심포지엄, Karlsuhe, 2004
2004년에 ICIE(International Center for Information Ethics)는 독일 카를수 에에서 정보 윤리에 관한 최초의 국제 심포지엄을 조직했다. 컴퓨터 과학, 정보 과학, 미디어 연구, 경제학과 같은 다양한 과학적 배경을 가진 전문가들이 전 세계에서 모여 윤리적, 이문화적 관점에서 인터넷에 대해 논의했다.

## 매체 윤리의 맥락

### 언론윤리 및 공무원
언론은 기술의 발전을 통해 공무원이 스스로 행동하는 방식을 조작했다. 지속적인 텔레비전 보도는 입법 절차를 보여준다. 정부 절차 전반에 걸쳐 그 어느 때보다 빠르게 부당한 판결을 폭로한다. 진실 을 말하는 것에 대한 반대는 속임수 로 간주되기 때문에 진실을 말하는 것은 매체 윤리에서 매우 중요하다. 인쇄물이든 비디오이든 원본으로 간주되는 미디어에 의해 표시되는 모든 것. 공직자의 글이나 영상이 공개되는 경우 해당 공직자의 '진실'한 말은 본인이 직접 하는 것이다.

### 매체 윤리의 문화 간 차원
가치가 문화 간에 다른 경우 특정 문화의 가치에 비추어 행동을 수정해야 하는 정도의 문제가 발생한다.

## 매체 윤리의 메타 이슈
매체 윤리에 대한 한 가지 이론적인 질문은 매체 윤리가 응용 윤리의 또 다른 주제적 세분화이며, 사례 적용 측면에서만 다르며 그 자체에 고유한 이론적 문제를 제기하지 않는 정도이다. 응용 윤리의 가장 오래된 세분은 의료 윤리와 기업 윤리이다.

## 같이 보기
- 윤리학
- 정보 윤리

## 참고 문헌
1. ↑  Moldovan, Gratian. “Media Ethics in the Ideological Context of the Twentieth Century”. 《Contemporary Readings in Law and Social Justice》 6: 589–593.
2. 1 2 3 4  Deuze I, Yeshua II, Mark I, Daphna II (December 2001). “Online Journalists Face New Ethical Dilemmas: Lessons From The Netherlands”. 《Journal of Mass Media Ethics》 16 (4): 273–292. doi:10.1207/S15327728JMME1604_03.
3. ↑  “Internet Archive Wayback Machine”. 《archive.org》.
4. 1 2 3  Weight, Alden (Spring 2011). “Making A Monkey Look Good: The Case For Consumer Ethics of Entertainment Media”. 《Teaching Ethics》. doi:10.5840/tej20111129.
5. ↑  Bill Moyers, Media and Democracy, The Nation (Editorial), December 15, 2003
6. ↑  Lessig, Lawrence. “Institutional Corruption”. 《wiki.lessig.org》. 2016년 3월 11일에 확인함.
7. 1 2  “Digital Media Ethics”. 《Center for Journalism Ethics》 (미국 영어). 2019년 11월 24일에 확인함.
8. ↑  Friend, Cecilia and Jane Singer. Online Journalism Ethics: Traditions and Transitions. Armonk, N.Y.: M. E. Sharpe, 2007.
9. 1 2 3 4 5 6 7 8  Capurro; Britz, Rafael; Johannes B. (2010). “In Search of a Code of Global Information Ethics: The Road Travelled and New Horizons” (PDF). 《Ethical Space: The International Journal of Communication Ethics》 7.